# Andy Bierschenk
Andreas Walter „Andy“ Bierschenk (* 16. Juni 1961 in Stadthagen) ist ein deutscher Kameramann.

## Leben
Bierschenk wuchs in Koblenz auf und absolvierte eine Lehre zum Werbe- und Industrie-Fotografen. Danach arbeitete er als Kamera-Assistent bei Rotavision, dem damals ersten deutschen Privatfernsehen. Anfang der 1990er Jahre arbeitete er bei Magic Media Company. Dort arbeitete er an Formaten wie Explosiv – Das Magazin und RTL Samstag Nacht. Zu weiteren Arbeiten für das deutsche Privatfernsehen gehören „Der deutsche Fernsehpreis“ und 7 Tage, 7 Köpfe.

## Nominierungen
- 2002: Adolf-Grimme-Preis Nominierung für „Blind-Date“. Produzent: Hugo Egon Balder Regie / D.o.P.: Andy Bierschenk

## Dozent
- Filmhaus Köln – Dozent für Regieassistenten und Kameraleute.
- Institut für europäische Medienbildung – Hauptdozent der Ausbildungsstufe Kamera.
- Agentur für Arbeit – Konzeption einer halbjährigen Ausbildungsmaßnahme in den Fachrichtungen Regieassistenz, Kameraassistenz, Produktionsleitung und Aufnahmeleitung.
- ifs – Internationale Filmschule Köln, Grundlagen Bildtechnik

## Filmografie (Auswahl)

### Kurzfilme
- Arm Dran

### Als Kameramann
- RTL Samstag Nacht
- Dirk Bach Show
- Top of the Pops
- Olli, Tiere, Sensationen
- Stern TV
- BIZZ

### Postproduktion
- Let’s Dance
- Dancing on Ice
- Deutschland sucht den Superstar
- Big Brother VIII
- Mensch Markus
- Weibsbilder
- Olm unterwegs